# Италия на летних Олимпийских играх 1924
Италия была представлена на летних Олимпийских играх 1924 года 200 спортсменами (197 мужчин, 3 женщины), выступившими в состязаниях по 10 видам спорта. Итальянская сборная завоевала 16 медалей (8 золотых, 3 серебряных и 5 бронзовых), что вывело её на 5 место в неофициальном командном зачёте.

## Медалисты
| Медаль  | Спортсмен | Вид спорта            | Дисциплина                                       |
| ------- | --- | --------------------- | ------------------------------------------------ |
| Золото  | Уго Фриджерио | Лёгкая атлетика       | Мужчины, ходьба на 10 000 м                      |
| Золото  | Анджело Де Мартино Альфредо Динале Аурелио Менегацци Франческо Цукетти                                                               | Велоспорт             | Мужчины, велотрек, командная гонка преследования |
| Золото  | Ренато Ансельми Гвидо Бальцарини Марчелло Бертинетти Бино Бини Винченцо Кучча Оресте Морикка Оресте Пулити Джулио Саррокки           | Фехтование            | Мужчины, сабля, командное первенство             |
| Золото  | Франческо Мартино | Спортивная гимнастика | Мужчины, кольца                                  |
| Золото  | Франческо Мартино Луиджи Камбиазо Марио Лертора Витторио Луккетти Луиджи Майокко Фердинандо Мандрини Джузеппе Парис Джорджо Цампори  | Спортивная гимнастика | Мужчины, командное первенство                    |
| Золото  | Пьерино Габетти | Тяжёлая атлетика      | Мужчины, до 60 кг                                |
| Золото  | Карло Галимберти | Тяжёлая атлетика      | Мужчины, до 75 кг                                |
| Золото  | Джузеппе Тонани | Тяжёлая атлетика      | Мужчины, свыше 82,5 кг                           |
| Серебро | Ромео Бертини | Лёгкая атлетика       | Мужчины, марафон                                 |
| Серебро | Томмазо Леквио ди Ассаба | Конный спорт          | Конкур, личное первенство                        |
| Серебро | Эрколе Ольджени Джованни Скаттурин Джино Сопракордеволе                                                                              | Академическая гребля  | Мужчины, двойки с рулевым                        |
| Бронза  | Алессандро Альвизи Эмануэле Бераудо ди Пралормо Томмазо Леквио ди Ассаба Альберто Ломбарди                                           | Конный спорт          | Конное троеборье, командное первенство           |
| Бронза  | Джулио Баслетта Марчелло Бертинетти Джованни Канова Винченцо Кучча Оресте Морикка Виргилио Мантегацца                                | Фехтование            | Мужчины, шпага, командное первенство             |
| Бронза  | Джорджо Цампори | Спортивная гимнастика | Мужчины, брусья                                  |
| Бронза  | Анте Каталинич Фране Каталинич Шимун Каталинич Джузеппе Кривелли Латино Галассо Петар Иванов Бруно Сорич Карло Тониатти Виктор Любич | Академическая гребля  | Мужчины, восьмёрки                               |
| Бронза  | Умберто Де Морпурго | Теннис                | Мужчины, одиночный разряд                        |

## Результаты соревнований

#### Плавание
Мужчины
| Дистанция                   | Спортсмены                                                            | Предварительный раунд | Предварительный раунд | Предварительный раунд | Полуфинал            | Полуфинал            | Полуфинал            | Финал                 | Финал                 |                       |
| Дистанция                   | Спортсмены                                                            | Заплыв                | Результат             | Место                 | Заплыв               | Результат            | Место                | Результат             | Место                 |                       |
| --------------------------- | --------------------------------------------------------------------- | --------------------- | --------------------- | --------------------- | -------------------- | -------------------- | -------------------- | --------------------- | --------------------- | --------------------- |
| 1500 метров вольным стилем  | Ренато Бачигалупо                                                     | 4                     | 23:04.4               | 3                     | Завершил выступление | Завершил выступление | Завершил выступление | Завершил выступление  | Завершил выступление  |                       |
| 200 метров брассом          | Эмерико Бьяк                                                          | 4                     | 3:26.8                | 5                     | Завершил выступление | Завершил выступление | Завершил выступление | Завершил выступление  | Завершил выступление  |                       |
| 200 метров брассом          | Лучано Тролли                                                         | 3                     | 3:23.0                | 5                     | Завершил выступление | Завершил выступление | Завершил выступление | Завершил выступление  | Завершил выступление  |                       |
| Эстафета                    | Предварительный раунд                                                 | Предварительный раунд | Предварительный раунд | Предварительный раунд | Полуфинал            | Полуфинал            | Полуфинал            | Финал                 | Финал                 |                       |
| Эстафета                    | Состав                                                                | Заплыв                | Результат             | Место                 | Состав               | Состав               | Состав               | Результат             | Место                 |                       |
| 4×200 метров вольным стилем | Ренато Бачигалупо Агостино Фрассинетти Джанни Патриньяни Эмилио Полли | 1                     | 11:05.2               | 2                     | 2                    | 11:00.4              | 4                    | Завершили выступление | Завершили выступление | Завершили выступление |